# Queen of the Night
Queen of the Night is een nummer van de Amerikaanse zangeres Whitney Houston uit 1993. Het nummer staat op de soundtrack van de film The Bodyguard, en is de zesde en laatste single daarvan.
"Queen of the Night" is een uptempo nummer, waarin Houston beschrijft hoe losgaat in een club, en zichzelf beschrijft als de 'koningin van de nacht'. Er bestaan twee versies van het nummer; de originele versie is een poprocknummer met R&B-invloeden, de andere versie (de CJ's single edit) gaat iets meer de dance-kant op. Het nummer werd niet op single uitgebracht in Amerika, maar behaalde werd de 36e positie in de airplaylijst van Billboard. In de Nederlandse Top 40 haalde het nummer een bescheiden 21e positie, en in de Vlaamse Radio 2 Top 30 kwam het een plekje hoger.